# OstLicht
OstLicht. Galerie für Fotografie, ist eine Kunstgalerie in Wien, die  auf dem Areal der ehemaligen Ankerbrot-Fabrik in Favoriten angesiedelt ist. Die Galerie zeigt zeitgenössische Fotokunst.

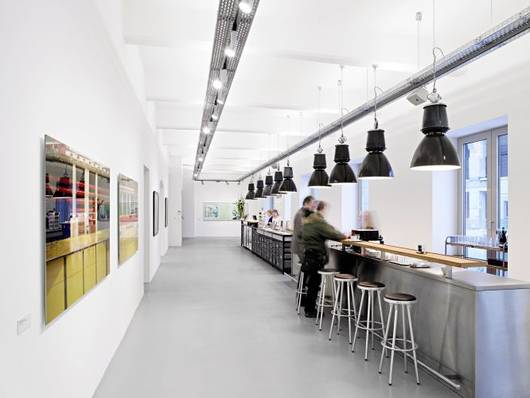
Galerie OstLicht

## Geschichte
Im Juni 2012 wurde auf dem Gelände der ehemaligen Ankerbrot-Fabrik, Wiens jüngstem und dynamisch wachsendem Kulturareal, die Galerie OstLicht eröffnet.
OstLicht ist ein neues Projekt von Peter Coeln, der bereits seit 2001 das Fotomuseum WestLicht. Schauplatz für Fotografie betreibt.
OstLicht zeigt auf 400 m² Ausstellungsfläche Gruppen- und Einzelausstellungen zeitgenössischer Fotokunst, sowohl österreichische als auch internationale Positionen.
Mit der Eröffnung von OstLicht etabliert sich eine weitere Kunstinstitution auf dem noch jungen Kulturareal der ehemaligen Ankerbrotfabrik.

## Architektur
Der Architekt Gregor Eichinger hat die Räumlichkeiten von OstLicht mit Bedacht auf die historische Industriearchitektur gestaltet.

## Bibliothek

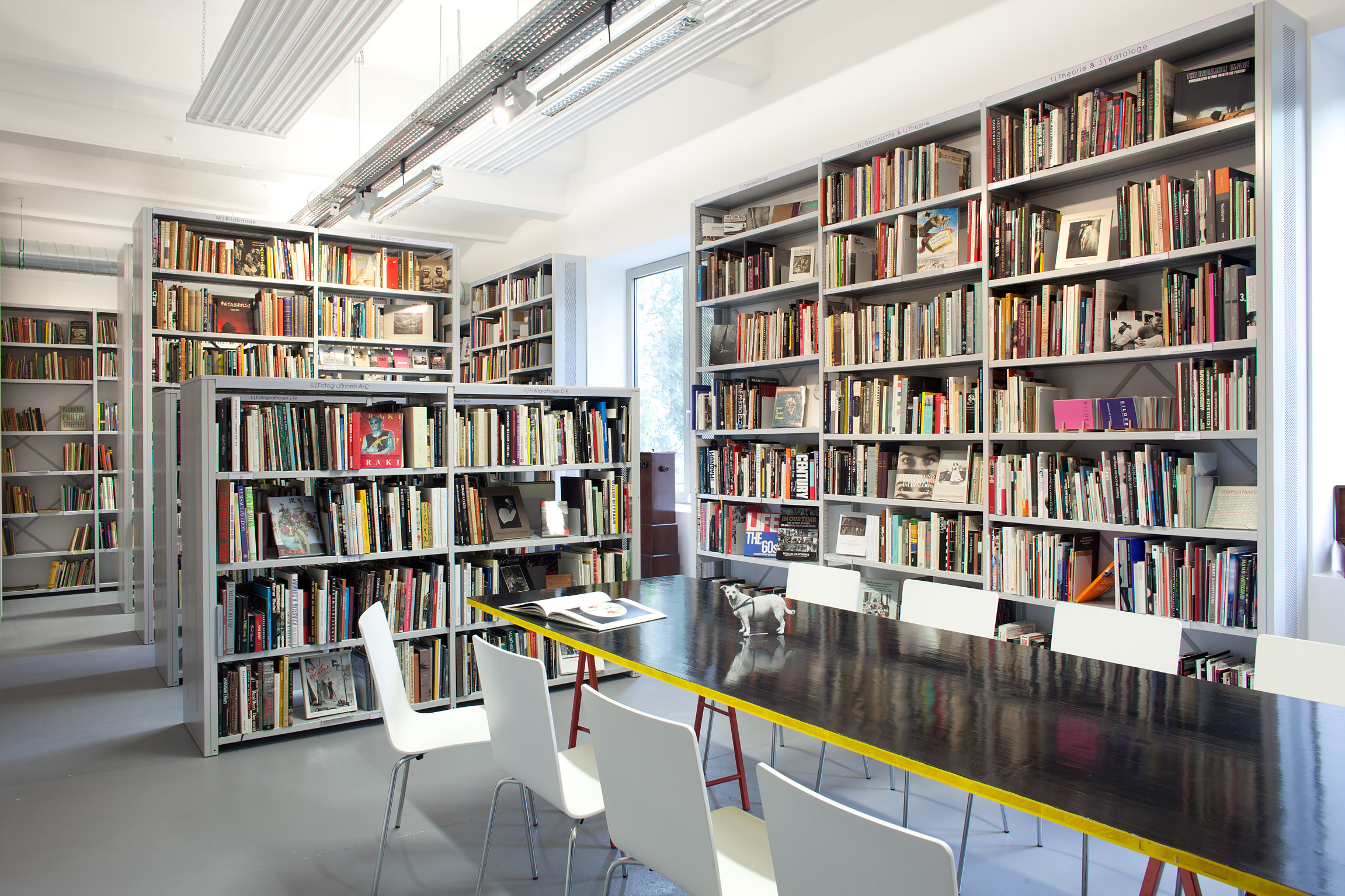
Fachbibliothek OstLicht

Die Fachbibliothek der Galerie OstLicht umfasst einen Bestand von über 20.000 Büchern und Zeitschriften zu den Themen Kunst, Technik, Geschichte und Theorie der Fotografie, der vom Ende des 19. Jahrhunderts bis heute reicht. Der Bestand der Präsenz-Bibliothek ging aus der Sammlung von Peter Coeln hervor. Durch Ankäufe von antiquarischen sowie ausstellungsbezogenen Büchern wird die Bibliothek laufend erweitert.

## Sammlung OstLicht/WestLicht
Die Fotosammlung der Peter Coeln-GmbH umfasst rund 40.000 Objekte in den unterschiedlichsten fotografischen Herstellungstechniken, von Plattenfotografien und Glasdiapositiven bis zu den verschiedenen Printverfahren auf Papier. Die Bandbreite umfasst historische und klassische Fotografie, welche im WestLicht. Schauplatz für Fotografie aufbewahrt wird, sowie Werke zeitgenössischer Fotokunst, beheimatet im OstLicht. Neben einzeln angekauften Objekten beinhaltet die Sammlung eine Reihe von Teilnachlässen und größeren Werkblöcken (Studio Manassé / Olga Wlassics, Photo Simonis, Gustav Schikola, Udo Proksch / Roland Pleterski, Stefan Kruckenhauser, Walter Henisch, Trude Fleischmann).

## Publikationen
- Peter Coeln, Verena Kaspar-Eisert (Hrsg.): Nacht. Katalog anlässlich der Eröffnungsausstellung der OstLicht-Galerie für Fotografie. Mit Texten der Herausgeber und Markus Mittringer, Deutsch/Englisch, 64 Seiten, OstLicht, Wien 2012, ISBN 978-3-9503353-0-9
- Peter Coeln, Verena Kaspar-Eisert (Hrsg.): Industrie. Katalog anlässlich der Ausstellung im Ostlicht. Galerie für Fotografie. Mit Texten von Karin Jaschke, Sophie Haslinger. Deutsch. 44 Seiten, Ostlicht. Galerie für Fotografie, Wien 2013, ISBN 978-3-9503353-1-6